# Дом Долгоруковых на Пречистенке
Дом Долгоруковых — усадьба в Москве по адресу улица Пречистенка, дом 19/11, строение 1. Объект культурного наследия России.

## История
Владение расположено на углу Пречистенки и Сеченовского переулка, современную сложную форму оно приобрело за три века в результате объединения более мелких участков. В 1772-73 годах ряд соседних дворов вдоль Пречистенки приобрёл генерал-майор Михаил Никитич Кречетников. Им был построен усадебный ансамбль из главного дома и двух флигелей. Каменные корпуса служб имели подковообразную форму, между ними располагался парадный двор. После кончины Кречетникова усадьба была продана княгине Е. А. Долгоруковой. До 1840-х годов имением владел её сын князь Андрей Н. Долгоруков, у которого было три довольно известных сына: Илья, Василий и Владимир.
Между 1797 и 1799 годами были выстроены галереи над проездными воротами между главным домом и флигелями, в результате чего образовался единый протяжённый объём. В этом виде здание было включено в альбомы М. Ф. Казакова, некоторые исследователи считают Казакова автором проекта.
Главное здание украшает шестиколонный ионический портик, увенчанный треугольным фронтоном. Переходы между главным домом и флигелями украшают коринфские колонны, расставленные с большими промежутками. Усадьба пострадала в пожаре 1812 года, но была восстановлена, венчавший главный дом бельведер в это время был убран, а декор флигелей частично изменён. По мнению исследователей работы выполнил архитектор Ф. И. Кампорези. Документально эта версия подтверждается подрядной записью 1816 года на сооружение новых лестниц и дверей, текст которой гласит: «…все ж оное строение производить и двери зделать по приказанию архитектора Кампорези и по рисунку ево данному». К 1816 году большая часть работ была завершена (по другой информации восстановление затянулось до 1847 года). Часть помещений первого этажа главного дома и флигелей арендовалась держателями мелких мастерских и лавочек.
В 1846 году владение купил чиновник И. В. Лаврентьев. Присоединив к нему соседний участок, он полностью сдал усадьбу в аренду. В главном доме располагалась 1-я Московская гимназия, а после неё — школа межевых топографов. В середине 1850-х годов владельцем большей части усадьбы стал подпоручику Н. П. Воейков. У него здание арендовало Александро-Мариинскому училище Пречистенского отделения Попечительства о бедных в Москве, которое было основано В. Е. Чертовой. В народе учебное заведение прозвали «чертовским училищем». Вскоре училище становится полноправным собственником усадьбы, под его нужны выполняется ремонт и перепланировка главного дома, появляется домовая церковь Покрова Богородицы.
В 1870-х годах была частично изменена планировка владения, в том числе на новый лад разбит сад училища, за работу над которым цветовод Фомин получил золотую медаль. Была выполнена надстройка полукруглого корпуса служб до двух, частично до трёх этажей. На этом переделки усадьбы не заканчиваются, работы последовательно выполняли архитекторы Н. И. Финисов, А. О. Гунст, Н. Д. Струков. В 1899 году училище превратилось в Александро-Мариинский институт им. кавалерственной дамы В. Е. Чертовой и перешло под управление военных. В начале XX века многие старые постройки усадьбы находились в плохом состоянии, а институт нуждался в новых площадях. Для решения этих задач к главному дому были пристроены два трёхэтажных корпуса, проект выполнил архитектор Н. Д. Струков. Учебное заведение просуществовало в усадьбе до 1917 года.
При советской власти здесь расположились учреждения военного ведомства. Была выполнена ещё одна перепланировка и ремонт, после чего в 1921 году в усадьбу въехала Академия РККА.
В 1998—2000 годах была проведена реставрация главного дома. С марта 2001 году бывшую усадьбу занимает Музейно-выставочный комплекс Российской Академии художеств «Галерея искусств Зураба Церетели».

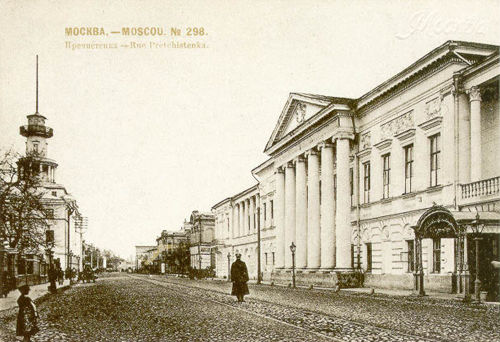
Усадьба в начале XX века
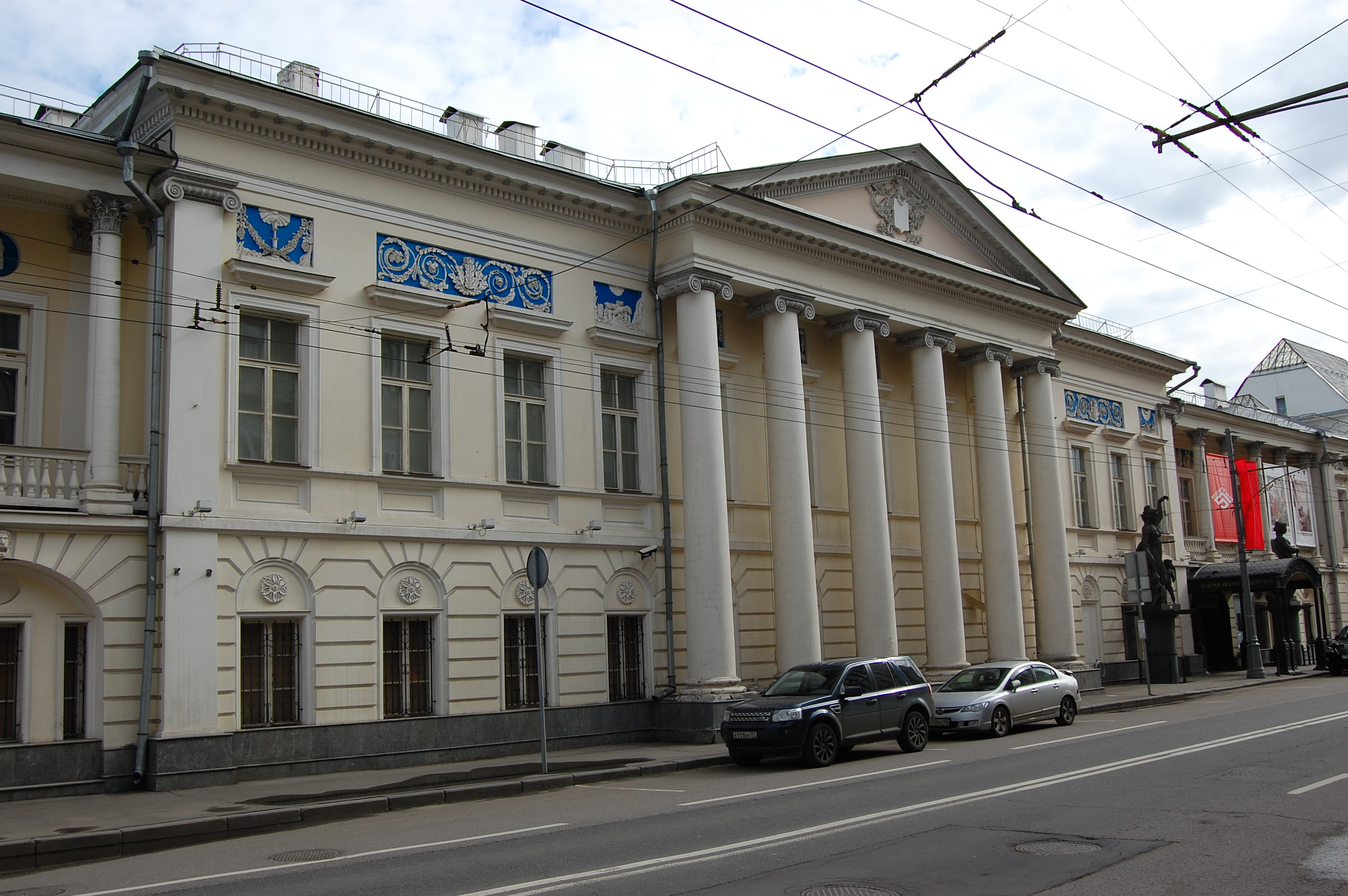
Главный дом
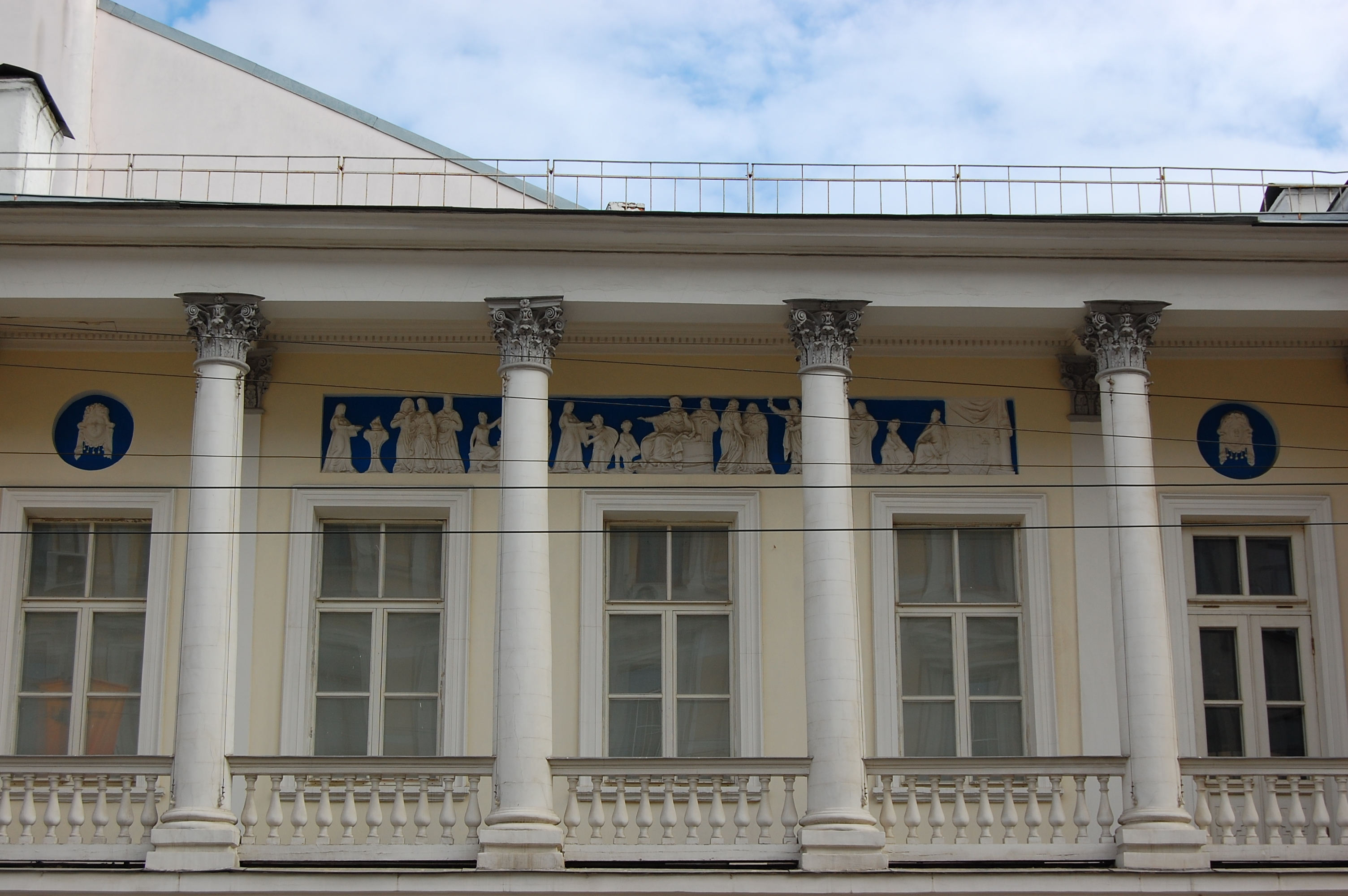
Декор галереи между главным домом и флигелем